# Athysanus luridus
Athysanus luridus är en insektsart som beskrevs av Ferrari 1882. Athysanus luridus ingår i släktet Athysanus och familjen dvärgstritar. Inga underarter finns listade i Catalogue of Life.